# Руска поларна експедиција 1900–1902
Руску поларну експедицију 1900–1902 затражила је Академија наука у Санкт Петербургу да проучава Арктички океан северно од Новосибирских острва и трага за легендарном земљом Саникова. Предводио га је балтички немачки геолог и истраживач Арктика барон Едуард фон Тол на броду Зарјa. Тол и његова три помоћника нестали су крајем 1902. док су истраживали острво Бенет . Један од кључних чланова експедиције био је Александар Колчак, тада млади истраживач и поручник руске морнарице, а касније и привремени владар Русије у периоду грађанског рата . Колчак је такође водио спасилачку мисију, са циљем да пронађе Тола и његову посаду.

## Позадина
Током 1884–1886, Тол је помагао Александру фон Бунгеу у његовом истраживању Нових Сибирских острва и обала Арктичког океана од ушћа Лене до ушћа Јане. Тол је тада пронашао кости мамута на острвима Котелни и Болшој Љаховски и угаљ у Новом Сибиру.
Једног ведрог дана, Тол је уочио, са острва Котелни, нејасне обрисе непознатог острва које се налази неких 100 км (62 миље) североисточно, са стрмим обалама и планинама у облику стубова. Он је веровао да је то легендарна земља Саникова, која је у то време на мапама била означена испрекиданом линијом.
По повратку са Новосибирских острва 1893. године, Тол је започео енергичну кампању за поморску експедицију у то подручје, која је укључивала детаљну презентацију Академији наука. Он је убедио Академију да истражи подручја источно од острва Тајмир и потенцијални морски пут до Беринговог мореуза, тврдећи да Американци теже истом циљу и да им не треба дати приоритет. Пројекат је каснио због високих трошкова, а тек 31. децембра 1899. одобрен је од стране Николаја II, који је именовао Тола за шефа експедиције.

## Планирање и припрема
Велики кнез Константин је одиграо важну улогу у организовању експедиције, због чега је његов портрет постављен у трпезарији Зарије. Као морнарички официр, Константин је показао велико разумевање и интересовање за експедицију и помогао да се њена финансијска средства повећају са 240.000 на 509.000 рубаља. Експедиција је била добро снабдевена, а њене припреме су протекле без непотребних одлагања.
Према коначном плану, након прегледа Новосибирских острва, експедиција је требало да плови на исток, обиђе рт Дежњoв и стигне у Владивосток. Требало је да се подели у две групе, са мањом помоћном групом одговорном за испоруку намирница на Новосибирска острва.
Експедицијски брод је изграђен 1873. године у Норвешкој, а затим коришћен за лов на фоке у близини Гренланда под именом Харалд Харфагер. Биla је то баркa за једрење са парном машином сличном Фраму и СС Веги. По препоруци Фридтјофа Нансена купљена је за 60.000 рубаља и преименована у руски: Зарја (Зора).
Преименован у Зарја, брод је послат у бродоградилиште Колина Арчера у Ларвику да би био у великој мери модификован како би се носио са ледом. Колин Арчер, норвешки бродоградитељ, пројектовао је и саградио брод Фрам Фритђофа Нансена, који се 1896. вратио неоштећен са дугог пута у северном поларном океану током Нансенове експедиције „Најдаљенији север“, 1893–96. Арчер је такође опремио <i id="mwWg">Соутхерн Цросс</i> за експедицију Соутхерн Цросс 1897. како би постао поларни брод. Арчер је снажно ојачао Зарју унутрашњим оквирима и гредама, а палубне кућице су додате и модификоване. Опрема је промењена у баркентине (квадратно једро само на предњем јарболу). У октобру 1899. године брод је добио сертификат норвешких власти за трогодишњу експедицију на Арктику.
Опрема за хидролошке студије наручена је у Енглеској, Шведској и Русији. Хидролошке припреме су започете прекасно, а Колчак, који је био одговоран за радове, борио се да их заврши на време. Такође је посетио Нансен у Норвешкој ради консултација и обуке, а затим је отпутовао у Москву и Архангелск где је регрутовао три члана посаде. Једног од њих, Семјона Евстифејева, Тол је касније похвалио као свог најбољег морнара.

## Посада
Научни део експедиције чинило је следеће особље:
- Барон Едуард Тол – шеф експедиције, геолог и зоолог.
- Константин Воллосович – шеф групе за помоћ од 11 људи, геолог.
- Николај Коломејцев - поручник и капетан Зарије . Раније је учествовао у истраживањима Белог мора на ушћу реке Јенисеј
- Фјодор Матисен - поручник и помоћник Коломејцева. Био је члан експедиције на Свалбард 1899 .
- Александар Колчак – поручник, хидрограф, хидролог, магнетолог, хидрохемичар и картолог .
- Алексеј Бјалињицки-Бируља – главни зоолог из Зоолошког музеја Руске академије наука.
- Фридрих Зеберг - астроном и магнетолог.
- Херман Е. Валтер – доктор медицине и бактериолог. Године 1899. учествовао је у експедицији која је истраживала земље у близини Мурманска и Нове земље .
- Виктор Катин-Јарцев – доктор медицине у политичком изгнанству. Заменио је Волтера који је умро од срчаног удара 21. децембра 1901.
- Михаил Брусњев – инжењер у политичком изгнанству.
- ОФ Ционглински – студент у политичком изгнанству.

Тим за подршку укључивао је:
- Никифор Бегичев
- Николај Безбородов – морнар.
- Семјон Евстифејев - морнар.
- Василиј Горохов - морнар
- Иван Кљуг – ватрогасац
- Иван Малигин – морнар, касније замењен мусир Степан Расторгуиев
- Трифон Носов – ватрогасац
- Едуард Огрин – главни инжењер
- Николај Протођаконов – морнар.
- Гавриил Пизирев – ватрогасац
- Алексеј Семјашкин – морнар, касније замењен мусхером Петром Стрижевом.
- Едуард Ширвински - инжењер
- Сергеј Толстов - морнар.
- Фома Јаскевич – кувар.
- Василиј Железњаков – кормилар

Почетком априла 1900. цео тим се окупио у норвешком граду Ларвик, где је Зарију постављао бродоградитељ Колин Арчер. Одатле су отпловили у Осло да донесу научну опрему и залихе угља, а затим у Санкт Петербург. Дана 29. маја, Николај II је посетио брод и помогао да се поново снабдева угљем. Неколико дана касније брод је посетио велики кнез Константин.

## Експедиција

### Прва навигација
Дана 8. јуна 1900. Зарија је напустила Санкт Петербург и кренула у правцу Кронштата и Финског залива, где је имала мањи проблем. Док се то поправљало у Талину, Тол је напустио брод, прешао залив и отишао возом у Осло да се посаветује са Нансеном, а затим у Берген да се састане са Зарјом. Од Бергена до Тромсеа брод је водио посебно ангажовани локални пилот. У Тромсоу, док је посада чекала на допрему угља из Енглеске, догодила су се два велика инцидента: Малигин је ухапшен после пијане туче, а Семјашкин је оболео од венеричне болести и др Валтер га је прогласио неспособним за обављање својих дужности.
Дан након што је прошао Норд Кејп, 11. јула 1900. Зарја је пришла Пољарном да допуни свој угаљ. Тамо су Тол и Коломејцев имали велику свађу око својих улога у експедицији, која се завршила тако што је Коломејцев затражио да буде разрешен дужности. Њихови стилови командовања били су веома различити: Толл је жудео за другарским односом и третирао је морнаре као једнаке, док је Коломејцев покушавао да држи дистанцу од људи и изрицао оштре казне за непослушно понашање. Коломејцев је сматрао да Толов став поткопава његов ауторитет као команданта Зарије.
После неуспешних покушаја посредовања, Колчак је такође понудио оставку. Ово је утицало на ублажавање сукоба, пошто Тол није могао да приушти да изгуби два своја кључна помоћника. Ујутро 12. јула, експедиција је укрцала 60 паса за саонице и два гоњача Петра Стрижева и Степана Расторгујева, заменике Маљигина и Семјашкина.
Дана 18. јула Зарја је напустила Колски залив, а следећи Колчак и Бјалињицки-Бируља обавили су своја прва хидролошка и зоолошка посматрања. Колчаку су помогли Бегичев и Железњаков који су изразили интересовање за његове студије.
До 22. јула Зарја је прошла острво Колгујев, а 25. јула се приближила Вајгачу. Тамо је Тол уговорио састанак са шкуном која је била ангажована да испоручи угаљ за експедицију од Архангелска до Југорског мореуза. Не видећи шкуну, Тол је одлучио да је не чека, већ да покуша да што пре стигне до рта Чељускин. Ово би омогућило експедицији да презими на источном Тајмиру и истражи лоше мапирана подручја у близини. Следећег дана, Зарја је наишла на ледена поља и била приморана да скрене са своје руте ка југу.
Дана 30. јула на хоризонту су се појавили обриси острва Сибирјаков. Толл је одлучио да ту стане да се одмори и обави одржавање котлова. Наишла је група поларних медведа, а неколико их је убијено због хране.
Дана 5. августа експедиција је променила руту ка полуострву Тајмир. Од тада је морао да се заустави чак 19 дана насукан у леденим пољима и плићацима. У ноћи 3. септембра видео је своју прву аурору. Убрзо су морнари приметили светло испред себе и одлучили да је то ледоломац Јермак, али је астроном Себерг схватио да је то била Венера.

### Зима у Тајмиру
Дана 22. септембра 1900. експедиција је стала на у заливу Колин Арчер. Догађај је обележила журка, уз шампањац и ракију за официре и пиво за морнаре. Убрзо након тога Зарија се потпуно заледила. На леду је постављена метеоролошка станица, користећи једра за зидове. Станица је имала телефонску везу са бродом која је коришћена за слање резултата посматрања сваког сата. За разлику од Норденскиолда и Нансена, који су успели да прођу рт Чељускин пре зимовања, Тол није успео да стигне до источног Тајмира. То би утицало на цео ток експедиције и на крају довело до њеног трагичног исхода. Преовлађујући југозападни ветрови гурају у океан топле воде великих сибирских река, што заузврат враћа тешка ледена поља ка обали. Да би уштедео време, Тол је планирао да стигне до Источног Тајмира кроз тундру на псећим запрегама, прешавши рт Чељускин у пролеће 1901. Овај задатак би био немогућ без снабдевања на рути. Одлучио је да организује такво снабдевање пре поларне ноћи, и 10. октобра, заједно са Колчаком, Носовим и Расторгујевим, напустио је Зарју на две тешко натоварене санке.
Група се кретала 3-4 сата дневно, по времену са температурама испод -30 °C напољу и -20 °C у шатору. 15. октобра стигли су до залива Гафнер и тамо оставили залихе хране. Мало пре него што се вратио у базу, Тол је видео јаребицу и ирваса како се крећу на југ, (претпоставио је) из северније земље. Овај догађај је поново охрабрио Тола у његовој потрази за земљом Санникова.
Поларна ноћ стигла је само дан након што се група вратила у базу 19. октобра. Донео је хладно време, са температурама знатно испод -30  °C на отвореном, око 0  °C на метеоролошкој станици и око 8  °C на палуби. Највише времена је утрошено на читање књига о поларним експедицијама, а у фебруару 1901. Колчак је направио презентацију о Великој северној експедицији, док је Бируља описао природу око Јужног пола. Током зимовања четири особе су показале симптоме скорбута, али су ефикасном интервенцијом др Валтера сузбијени. У међувремену, Тол је умало убио Коломејцева и Расторгујева тако што их је три пута послао у снежне мећаве до ушћа реке Тајмир и насеља Диксон и Голчиха, без одговарајуће карте. Као резултат тога, пар није успео да лоцира реку Тајмир и на крају су се одвојили од главне експедиције, пропутујући више од 800 км и стигли до реке Дудинке (притоке Јенисеја) до маја 1901. Ова путовања су резултирала значајним корекцијама локалног карте и у открићу реке Горњи Тајмир.

#### Неоткривене северне земље
Тол је 23. фебруара послао Матисена и Стрижева да премере север. Пар је прешао архипелаг Норденскиолд од југа ка северу; када су достигли ознаку од 77°, скренули су на запад, а затим се вратили због уочене несташице хране за псе. Матисен је био веома близу откривања острва Мали Тајмир, за које је морао да путује само додатних 150 km североисточно од најсеверније тачке свог путовања, а неких 200 км северно могао је да пронађе Северну Земљу. Тол је био незадовољан резултатима и неколико дана касније послао је Матисена на ново путовање са Носовим. Овог пута Матисен је мапирао два нова острва архипелага Норденскиолд, али се вратио након сусрета са леденим гребенима.

#### Експедиција на рт Чељускин
Следеће путовање, на рт Чељускин, Тол је одлучио да изврши сам, заједно са Колчаком и двојицом мусера, Носовим и Железњаковим. Због недостатка паса сва четворица су често сами вукла санке. Проналажење скровишта у заливу Гафнер, напуштено прошле јесени, показало се тешким јер га је прекривало око осам метара снега. После недељу дана копања, Колчак и Тол су одустали од покушаја да дођу до скровишта и одлучили да испитају подручје. Исцрпљени, вратили су се у Зарју 18. маја, пошто су провели 41 дан далеко од брода по тешком времену. После тог путовања, Колчак је променио свој однос према псима од незнања до велике бриге. Пријатељски односи између Колчака и Тола су ојачали, а 1901. Тол је добио име по Колчаку једно од острва које су открили. Сам Колчак је назвао још једно острво и рт по својој невести, Софији Фјодоровној Омировој, која га је чекала у Санкт Петербургу.
Колчакова следећа експедиција умало га је коштала живота. Када је он, заједно са Бјалињицким-Бируљом и двојицом морнара, одлучио да спусти багер у пукотину у леду, изненадио их је љути бели медвед. Пас им је притекао у помоћ и одвукао пажњу медведа док су морнари трчали у њихов логор по своје пушке.

#### У потрази за реком Тајмир
Морски лед је почео да се топи, али је излаз из залива у коме је Зарја провела зиму и даље био блокиран. Толл је одлучио да истражи подручје кајаком, у пратњи Сееберга и неколико морнара. У августу су пронашли ушће реке Тајмир, 100 km северније него што је приказано на њиховим мапама. Такође су успели да поврате неке од залиха које су остале у заливу Гафнер. Године 1974. совјетска експедиција је испитала преосталу храну на тој локацији и открила да је овсена каша савршено очувана у пермафросту након више од 70 година. Експедиција је одлучила да настави експеримент науке о храни који је нехотице започео Тол, држећи неке од његових конзерви у оригиналним условима складиштења и да буду поново испитане 1980, 2000. и 2050. године.
Тол се вратио у Зарју 10. августа, таман на време. Два дана касније брод је почео да се креће у леду према отвореном мору.

### Друга навигација
Дана 19. августа 1901. Зарја је прешла географску дужину рта Чељускин. Колчак је узео инструменте за мерење географске ширине и дужине и отишао у кајаку на обалу. Тол га је пратио у другом чамцу, који је умало преврнуо морж који је изненада изронио. Након мерења и изградње корпа, чланови експедиције су направили групну фотографију на његовој позадини. До поднева група се вратила у Зарју и након што је поздравила Чељускина, наставила је путовање. Колчак и Сиберг су обрадили мерења и открили да је посећени рт био мало источније од рта Чељускин. Нови рт су назвали по броду.
После одласка Коломејцева, све смене страже су делиле два официра, Матисена и Колчака. То је приморало Колчака да свој научни рад сведе на најбитнија мерења.
Након што је прошао рт Чељускин, Зарја је ушла у непознате воде, пошто су Норденскиолд и Нансен пловили много јужније. По налогу Тола, брод је упућен на предвиђену локацију Санникова земља.
Брутална олуја погодила је брод у ноћи 29. августа, поплавила палубу леденом водом и преврнула огроман дрвени сто на палуби. Пратила га је магла, а када се расчистила, пред путницима се појавио стеновити рт Бенетовог острва. Тол је у свом дневнику забележио да је било могуће проћи 10 пута близу Земље Саникова, а да то не примети у магли.
Дана 3. септембра Зарја је ушла у залив Нерпичје и покушала да се пробије до дока у малој луци која је била заштићена плићаком од надолазећих ледених поља. На обали су морнари уочили малу кућицу од дрвета и екипу Волосовића која их је чекала. Борећи се са јаким струјама, ветром и ледом, шкуна се неколико пута насукала и тек 5. септембра стигла до луке.

### Другa зима
Користећи наплављено дрво које је донела река Лена, чланови експедиције су убрзо подигли станицу за магнетно посматрање, метеоролошку станицу и сауну у близини куће Волосовича. Док је трчао из вруће сауне да се охлади у снегу, што је била уобичајена пракса тог времена, Колчак је добио упалу периоста праћену високом температуром.
Неуспех у проналажењу Санникове земље био је велико разочарење за Тола, који је путовање назвао „Истраживање Санникове земље и других острва“. Пролаз до Владивостока кроз Берингов мореуз деловао је нереално, а резултати експедиције премали за њега. Одлучио је да пошаље Матисена у потрагу за Саниковом земљом у фебруару–марту 1902, након што наступи поларни дан, а по повратку истражи Саникову земљу, ако буде пронађена, или острво Бенет ако не.
Вечери у мензи проводиле су се у филозофским расправама, а њихови најватренији учесници Колчак и Бируља, често су били послати да се охладе, на обалу. Та путовања су двојицу мушкараца учинила блиским пријатељима и резултирала су запажањем Колчака да би у екстремној хладноћи, када се река локално заледи до дна, надолазећа вода текла преко леда док се цео поток не замрзне.
Дана 21. децембра 1901. др Валтер је умро од срчаног удара током своје дужности на метеоролошкој станици. Недељама раније се осећао лоше, али је то покушавао да сакрије. Заменио га је др Катин-Јарцев, који је стигао крајем априла 1902. Волосович је развио неурастенију и Тол му је дозволио да напусти експедицију. Накратко га је пратио на обали између 15. и 30. јануара 1902, а по повратку у Зарју послао је Матисена у планирана истраживања. На континенту, Тол је сазнао да је Расторгујев, који је требало да се поново придружи Зарји, отишао на Чукотку са америчком експедицијом, потписавши уносан уговор. Раније, почетком фебруара, Тол је примио белешку од Академије наука у којој му се налаже да ограничи експедицију на истраживања Нових Сибирских острва и да је заврши у ушћу Лене.
Матисен се вратио 17. априла 1902, извештавајући да је 7 миља далеко од острва Котелни налетео на полињу и вратио се назад. Дана 29. априла, Бируља са три Јакута је послат у Нови Сибир да помогне планираном путовању Зарији до острва Бенет. Почетком маја, Колчак и Стрижев су прегледали острво Белковски и налетели на полинеје у северном и западном правцу.

### Навигација 1902. године
Увече 23. маја 1902. Тол, Себерг, Протод'иаконов и Горохов су узели храну за два месеца и кренули на три санке. Толл је оставио коверту „да се отвори ако експедиција буде лишена свог брода и врати се на копно без мене, или у случају моје смрти“, у којој је било писмо којим се Матисен додељује за шефа експедиције. Толл је путовао дуж северних обала острва Котелни и полуострва Фадејевски, а затим је прешао на острво Нови Сибир и зауставио се на рту Високи. Четири дана касније, користећи ледену плоху и кану, његова група се преселила на острво Бенет, са залихама на измаку. Колчак је касније написао да је Тол знао да је ова авантура изузетно ризична и да ју је прихватио верујући у своју срећу.
Дана 1. јула, уз помоћ експлозива Зарја је ослобођена леда и остављена да плута на североисток. Када се поларни дан завршио 31. јула, брод је био у близини Љаховских острва, а 3. августа је враћен на место зимовања. 8. августа упућен је на острво Бенет. Према Катин-Јарцеву, било је мало наде да се стигне до Бенета, а главни циљ је био да се прикупи група Бируља на Новом Сибиру. Када је пролаз између Белковског и острва Котелни постао блокиран ледом, Матисен је покушао да заобиђе Котелни са југа да би прошао кроз Благовешенски мореуз до рта Високи. У плитким водама мореуза брод је оштећен и почео да цури, након чега је Матисен одлучио да обиђе Нови Сибир са југа. Успео је и 16. августа Зарја је у пуном замаху отпловила на север, да би га следећег дана блокирао лед. До 23. августа на броду је понестало угља и не би се вратио чак ни ако би успео да стигне до Бенета, који је био удаљен око 90 миља. Матисен је одлучио да скрене на југ, напуштајући Толл. Касније Колчак и већина других поларних истраживача и историчара нису критиковали ту одлуку, сматрајући да Матисен није имао избора.
У међувремену, Петроградска академија наука затражила је од трговца А. И. Громове, власника поларног пароброда Лена, да спасе главни део експедиције и понудила јој заузврат власништво над Зарјом. Дана 25. августа 1902. Зарја је ушла у залив Буор-Каја и приближила се заливу Тикси. Лена још није стигла, а Матисен је покушао да унесе брод у делту реке Лене. Колчак је са два чамца вршио мерења дубине током три дана, али није могао да пронађе сигуран пролаз. Лена је стигла 30. августа и у страху од смрзавања, њен капетан им је наредио да оду за три дана. Зарја је била напуштена у мирном углу у заливу, а Брусњев је остављен у селу Казачје да сачека Тола и отпутује у Нови Сибир ако се Тол не појави до 1. фебруара.
Лена је отишла 2. септембра и до 30. септембра стигла у Јакутск, где су се чланови експедиције искрцали и на коњима кренули ка Иркутску. Током путовања, Николај Безбородов је случајно упуцао Трифона Носова, који је касније преминуо од сепсе. Почетком децембра Колчак је стигао у Санкт Петербург и почео да организује експедицију за спасавање Тола.

### Судбина група Тола и Бирулиа
Толл је стигао на острво Бенет 21. јула 1902. суочен са дилемом: поставити базни камп и бавити се ловом да би напунио своје залихе хране, или се ослонити на долазак Зарије и наставити са истраживањима. Толл је изабрао ово друго. Оставио је записе да острво има површину од око 230 km² и да је узвишено 457 метара изнад средњег нивоа мора. Он је описао њену фауну и геолошку структуру и приметио присуство костију мамута и других животиња. Фауна је укључивала медведе, моржеве и крдо од 30 ирваса, а јата птица су летела са севера на југ.
Група је направила склониште од натопљеног дрвета које је такође требало да се користи за гориво. Из непознатих разлога нису складиштили храну и напустили су остатке убијених медведа и ирваса. Када је постало јасно да Зарја неће доћи, група је већ имала мало муниције, са само 30 метака за сачмарицу пронађено у склоништу, а ирваси су већ напустили острво.
Дана 26. октобра 1902. група је кренула на југ, остављајући поруку да су сви здрави и да ће храна бити довољна за 14–20 дана. Колчак није успео да пронађе било какве трагове мушкараца на Бенетовим или Новим Сибирским острвима, и претпоставио је да су сусрели своју судбину док су се кретали између њих. У међувремену, Бируљина група је напустила Нови Сибир и стигла на копно до децембра 1902. године.

## Достигнућа и значај експедиције
Експедиција је дала пример свеобухватног и систематског описивања и мерења географских карактеристика и дубина арктичких региона. Открио је и истражио неколико острва и саставио тачну мапу полуострва Тајмир и острва Котелни.
Научни резултати експедиције обухватали су метеорологију, океанографију, земаљски магнетизам, глациологију, физичку географију, ботанику, геологију, палеонтологију, етнологију и посматрања ауроре. За њихову обраду и објављивање у Билтену Руске академије наука и наутичким картама било је потребно 10–15 година.